# 高原區 (多哥)
高原區是多哥的五個區之一，是該國面積最大和人口第二多的區份，東臨貝寧，南面是濱海區，西接加納，北毗中部區。草原區的首府是阿塔帕梅，其他重要城市還有帕利梅和巴杜，下分9省，分別是阿古省、阿穆省、達依省、東莫諾省、哈霍省、克羅托省、中莫諾省、奧古省和瓦瓦省。
1. ↑  . hdi.globaldatalab.org.   [2018-09-13] （英语）.